# 1947年石川県知事選挙
1947年石川県知事選挙（1947ねんいしかわけんちじせんきょ）は、1947年（昭和22年）4月5日に行われた石川県知事（第1期）の選挙である。
第1回統一地方選挙にあわせて行われた。

## 概要
都道府県知事の公選制導入に伴い、行われた。

## 選挙データ

### 投票日
- 1947年（昭和22年）4月5日（土曜日）
  - 投票時間帯（離島を除く）：7:00 - 18:00（一部投票所では閉鎖時刻の繰り上げがある）

## 立候補者
| 立候補者   | 年齢 | 新旧 | 党派   | 党派                    | 肩書き                   |
| 立候補者   | 年齢 | 新旧 | 公認   | 推薦・支持              | 肩書き                   |
| ---------- | ---- | ---- | ------ | ----------------------- | ------------------------ |
| 柴野和喜夫 | 44   | 新   | 無所属 | 民主党、日本社会党 推薦 | 前滋賀県知事             |
| 重山徳好   | 46   | 新   | 無所属 | 日本自由党 推薦         | 前石川県議会議員・弁護士 |
| 梨木作次郎 | 39   | 新   | 無所属 | 日本共産党 推薦         | 弁護士                   |

## 選挙結果
各候補の得票率

### 候補者別得票数
※当日有権者数：人 最終投票率：75.06%（前回比： 75.06pts）
| 候補者名   | 年齢 | 所属党派 | 新旧別 | 得票数    | 得票率 | 推薦・支持       |
| ---------- | ---- | -------- | ------ | --------- | ------ | ---------------- |
| 柴野和喜夫 | 44   | 無所属   | 新     | 221,114票 | 60.96% | 推薦：民主・社会 |
| 重山徳好   | 46   | 無所属   | 新     | 97,379票  | 26.85% | 推薦：自由       |
| 梨木作次郎 | 39   | 無所属   | 新     | 44,170票  | 12.18% | 推薦：共産       |

（出典）石川県選挙管理委員会、NHK